# Theodor Andrei
Theodor-Octavian Andrei (Bucarest, 9 ottobre 2004) è un cantante rumeno.
Ha rappresentato la Romania all'Eurovision Song Contest 2023 con il brano D.G.T. (Off and On).

## Biografia
Theodor Andrei si è fatto conoscere partecipando nel 2017 al talent show Vocea Romaniei Junior, versione rumena di The Voice Kids, dove ha raggiunto la semifinale. Nel 2020 ha preso parte alla versione locale di X Factor, dove si è fermato ai bootcamp. Il suo album di debutto, Fragil, è uscito nel 2022. Include il brano Artist, vincitore nello stesso anno di un Myosotis Award ai Radar de Media Awards.
Nel dicembre 2022 Theodor Andrei è stato confermato fra i 12 partecipanti a Selecția Națională 2023, festival utilizzato per selezionare il rappresentante rumeno all'annuale Eurovision Song Contest. D.G.T. (Off and On), il suo brano per la competizione, era già stato pubblicato come traccia del suo album in collaborazione con Luca Udățeanu; per l'occasione, è stata pubblicata una versione solista di 3 minuti, durata massima per un brano eurovisivo. L'11 febbraio 2023 il cantante si è esibito a Selecția Națională, dove il televoto l'ha scelto come vincitore fra le 12 proposte e rappresentante nazionale all'Eurovision Song Contest 2023 a Liverpool. Nel maggio successivo si è esibito durante la seconda semifinale della manifestazione europea, senza però qualificarsi per la finale. Successivamente, il cantante ha parlato a più riprese del trattamento subito lavorando con l'emittente rumena TVR, affermando che avrebbero rifiutato le sue idee per la scenografia e che gli avrebbero imposto la versione della canzone da eseguire (il cantante infatti non si è presentato sul palco a Liverpool con la versione originale della canzone, usando una versione più lenta che non avrebbe scelto).

## Discografia

### Album in studio
- 2022 – Fragil

### Singoli
- 2017 – Young and Sweet
- 2018 – Și dacă azi zâmbesc
- 2019 – Stelele de pe cer
- 2019 – Nu te mira ca nu te place
- 2020 – Nu le place
- 2020 – Nu mai vreau sentimente (con Oana Velea)
- 2020 – Beatu' asta fire
- 2020 – Crăciunul ăsta
- 2021 – Genul meu
- 2021 – Selectiv
- 2021 – Tatuaj
- 2022 – Ţigări mentolate (con Valentina)
- 2022 – Prigoria Teen Fest (con Shtrood)
- 2022 – D.G.T. (Off and On)